# 孫希夔
孫希夔（1539年—1600年），字子樂，號印池，江西南安府大庾縣人，民籍，明朝政治人物。

## 生平
隆慶四年（1570年）庚午科江西鄉試第一名舉人（解元），萬曆十七年（1589年）授陽春縣知縣，月餘，丁繼母憂，服闋，起為唐縣知縣，勤政愛民，興利革弊，洗雪死刑冤獄九人。均徭役，蘇民困。撫按屢次舉薦，行取科道官職，以事得罪採礦太監，僅升儋州知州，未到任，致仕。萬曆二十八年（1600年）十一月十五日卒於家，享年六十二歲。葬於惜母村白石嶺下。

## 著作
著有《周易蒙引摘奇》十卷、《來鶴堂稿》十卷、《讀禮餘吟》三卷、《和陶詩》一卷、《宦唐草》二卷、《靜寄軒稿》藏於家。

## 家族
祖父孫瓊，舉人，浙江山陰縣知縣；父孫繼祿，字尚學，廣東香山縣知縣、陝西苑馬寺監正，贈文林郎。母王坤貞，湖廣武昌府知府王鑾女，贈孺人；繼母郭氏，贈孺人。妻鄭氏，副千戶鄭應麟女，刑部右侍郎劉節外孫女，封孺人。子孫應嶽、孫應崧、孫應崑（娶譚一召女）、孫應崙、孫應嶔、孫應㟼。